# Pyrrhorachis marginata
Pyrrhorachis marginata är en fjärilsart som beskrevs av T.P. Lucas 1888. Pyrrhorachis marginata ingår i släktet Pyrrhorachis och familjen mätare. Inga underarter finns listade.